# جيمس ميتشيل (سياسي)
جيمس ميتشيل (بالإنجليزية: James Mitchell)‏ هو مصرفي وفلاح وسياسي أسترالي، ولد في 27 أبريل 1866 في أستراليا الغربية في أستراليا، وتوفي في 26 يوليو 1951 في أستراليا. حزبياً، نشط في Nationalist Party (Australia) ‏.

## مناصب
- انتخب عضو الجمعية التشريعية لأستراليا الغربية.
- انتخب Premier of Western Australia [الإنجليزية]‏ (24 أبريل 1930 – 24 أبريل 1933).
- انتخب Premier of Western Australia [الإنجليزية]‏ (17 مايو 1919 – 16 أبريل 1924).
- انتخب حاكم أستراليا الغربية [الإنجليزية]‏ (5 أكتوبر 1948 – 30 يونيو 1951).